# Пипили (Одиша)
Пипили (также известен как Пипли) — город, расположенный в округе Пури индийского штата Одиша. Известен благодаря своей аппликации, которую выполняют в этом городе. Пипли Лив, болливудский фильм, поставленный суперзвездой Аамир Хамом.